# Trani
Trani est une ville italienne d'environ 54 930 habitants (2023), située au bord de la mer Adriatique et l'un des trois chefs-lieux de la province de Barletta-Andria-Trani, dans la région des Pouilles.

## Géographie

### Hameaux
Capirro

### Communes limitrophes
Andria, Barletta, Bisceglie, Corato

## Histoire
Trani aurait été le lieu d'un miracle eucharistique vers l'An mille où une femme des Pouilles aurait essayé de faire cuire une hostie consacrée dans une poêle. L'hostie n'aurait pas cuit mais aurait saigné.

## Culture
Trani continue d'honorer les Templiers lors d'une nuit de célébration organisée chaque printemps. Au Moyen Âge, l'Ordre du Temple fit de cette ville portuaire, à 42 kilomètres de Bari, une base d'où acheminer ses ressources vers la Terre sainte. De sa présence subsiste en particulier l'église d'Ognissanti (Toussaints), où est organisé l'hommage annuel. Bâti par les Templiers dans la première moitié du XIIe siècle, ce joyau de la côte adriatique est constitué de trois nefs séparées par une colonnade sans transept. L'arrivée des Angevins (1269) coïncida pour Trani avec le début d'une période de décadence qui ne prit fin qu'après la montée des Aragonais sur le trône de Naples (1442).

## Monuments et patrimoine
- Château souabe de Trani construit sous Frédéric II de Hohenstaufen entre 1233 et 1249.
- Cathédrale de Trani, connue aussi sous les noms de Duomo di Trani et de cathédrale San Nicola Pellegrino.
- La synagogue de Trani aussi appelée en judéo-italien[3] la Scolanova ou nouvelle synagogue, est une synagogue construite au XIIIe siècle à l'époque médiévale[4].
- L' hypogée de Santa Geffa ou église rupestre de Santa Geffa  est une structure architecturale paléochrétienne.

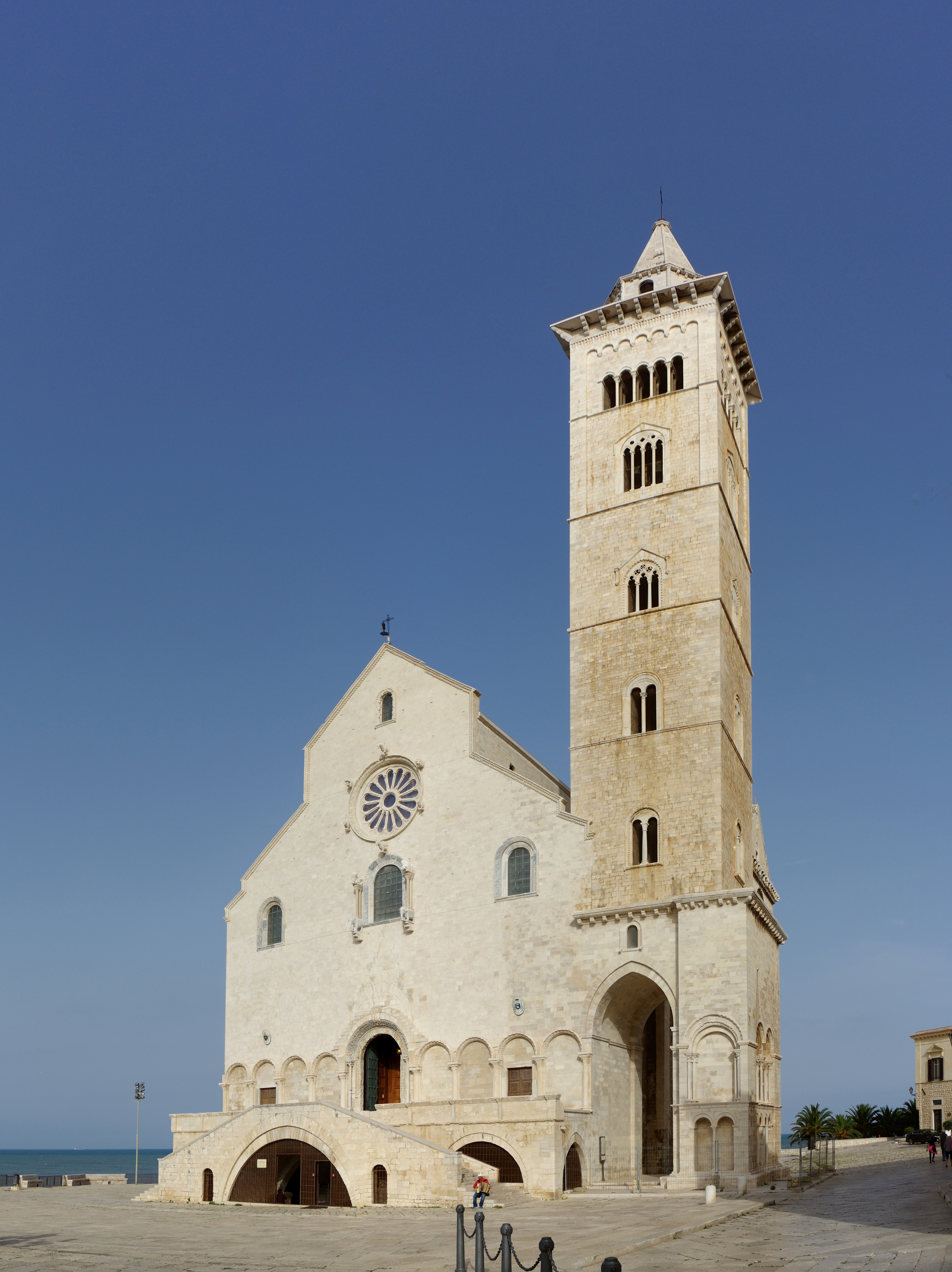
Façade et clocher de la cathédrale.
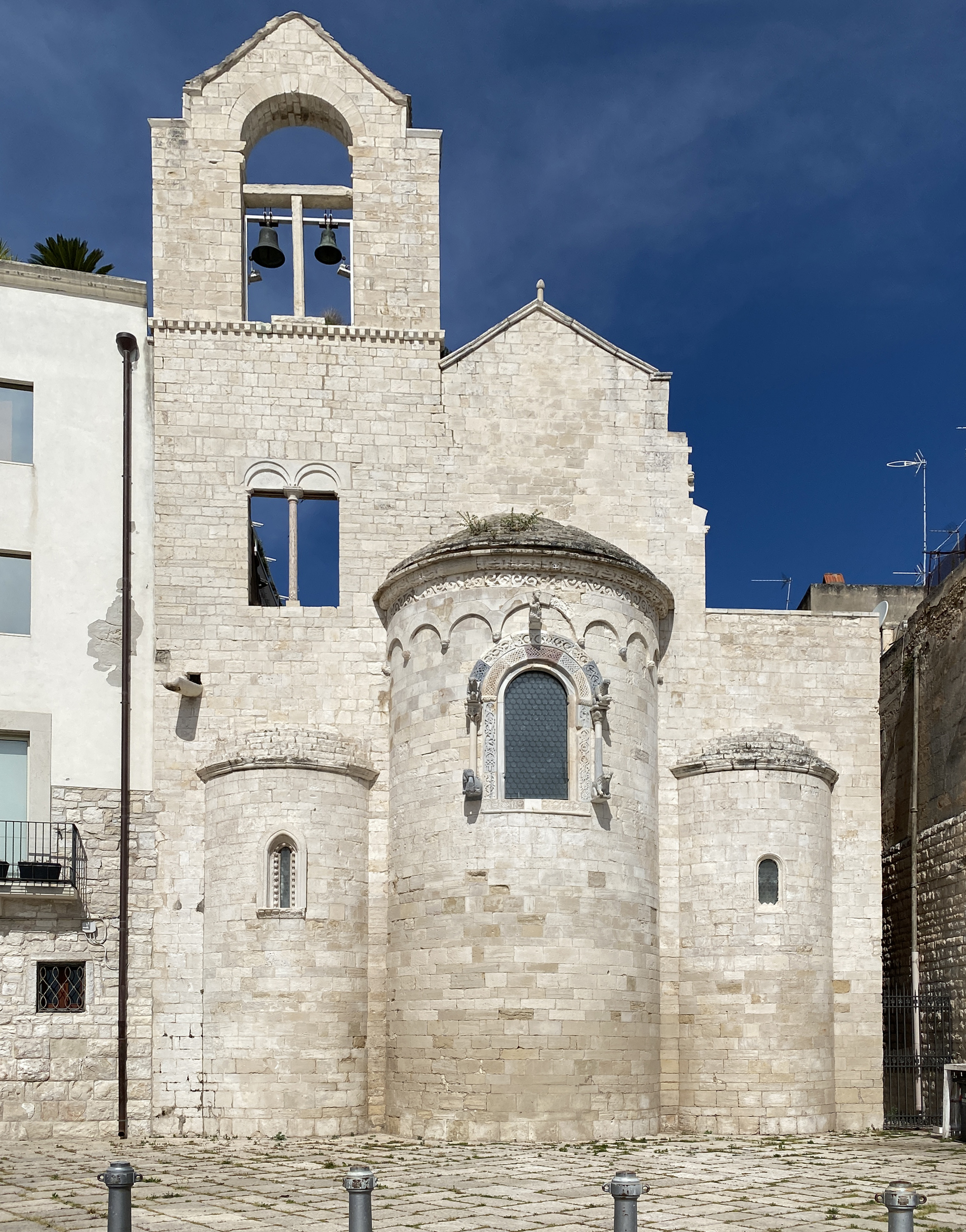
L'église d'Ognissanti ou église des Templiers.
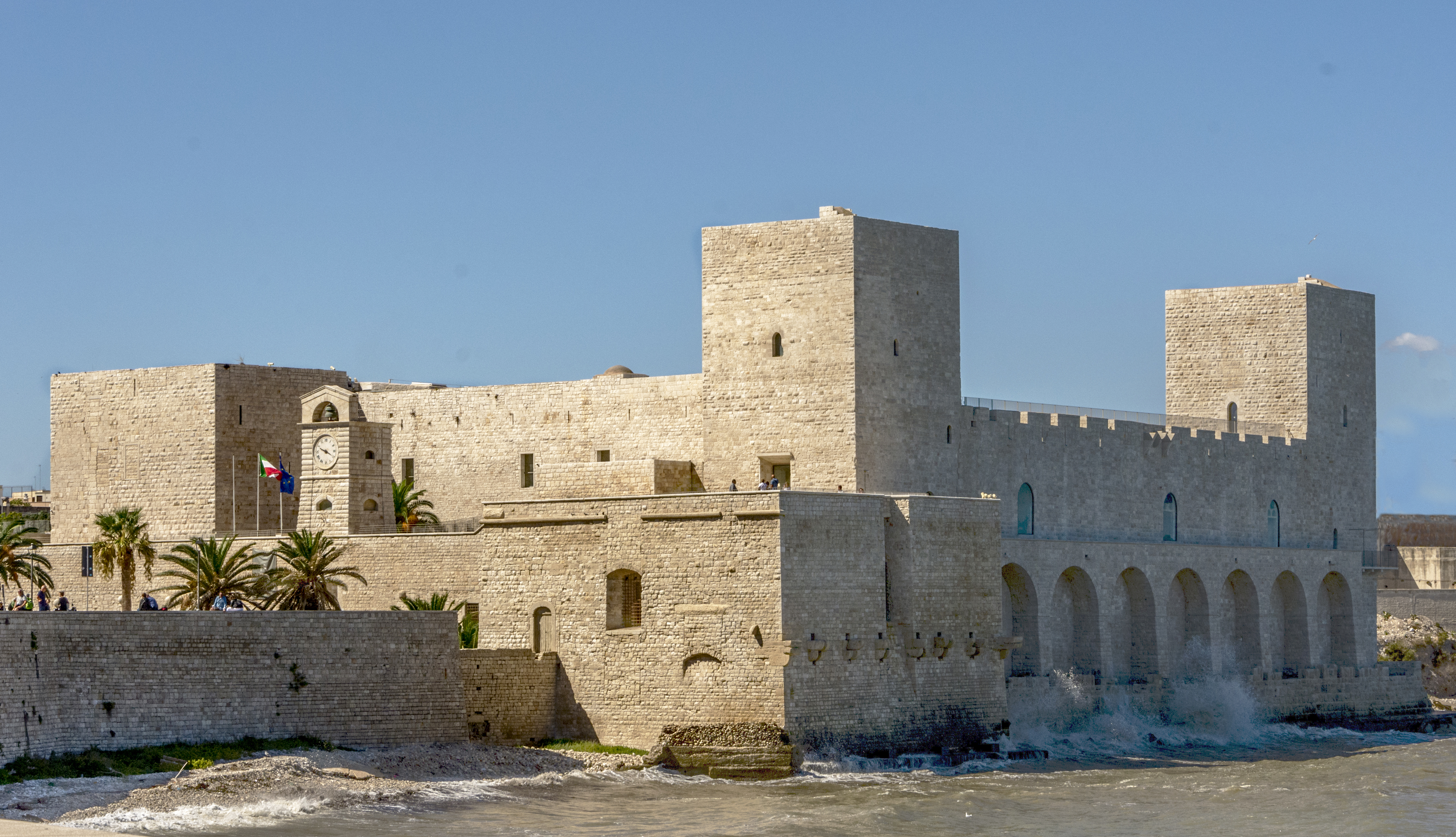
Le fort souabe (Castello Svevo).
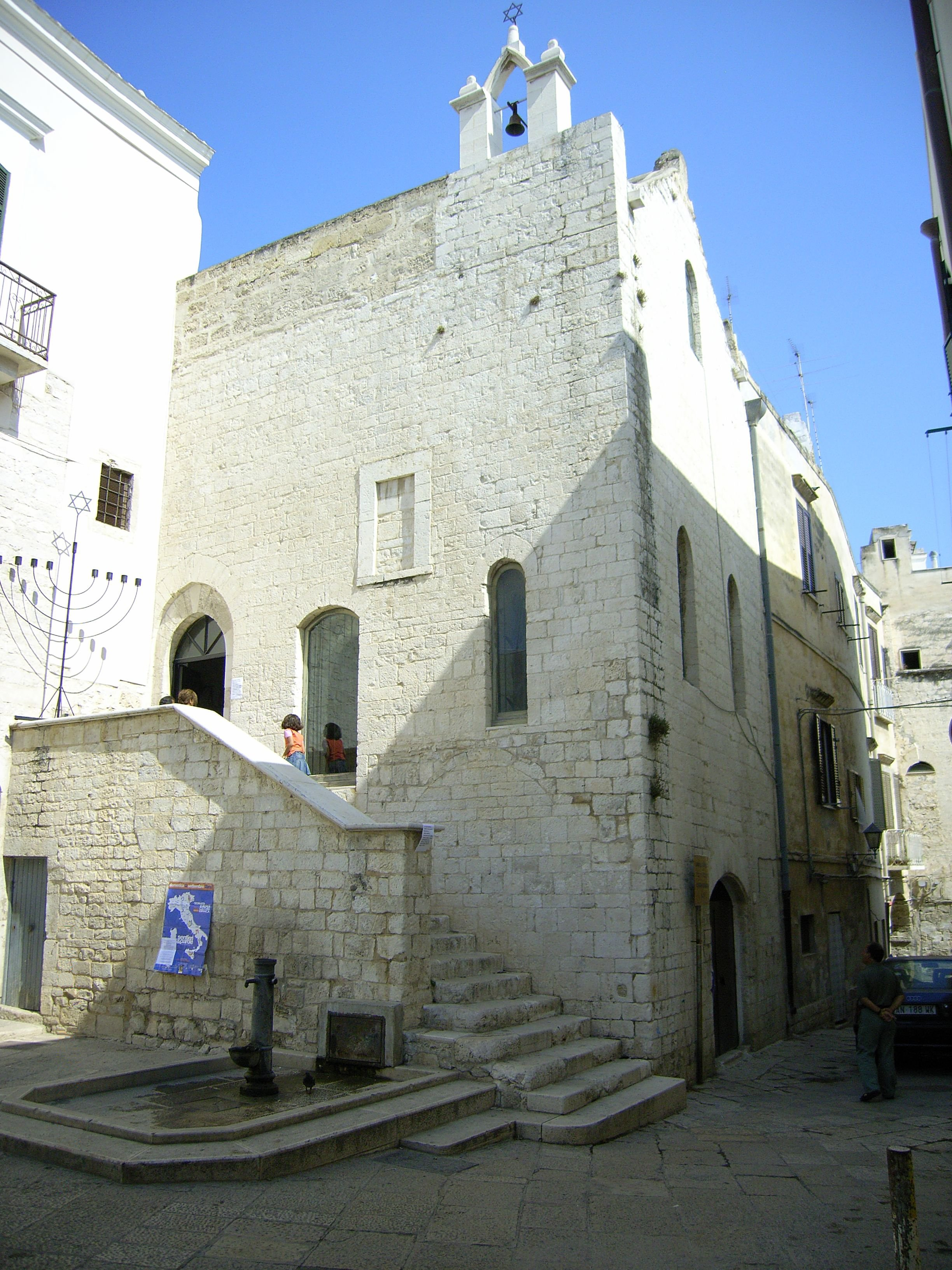
Synagogue de Trani.
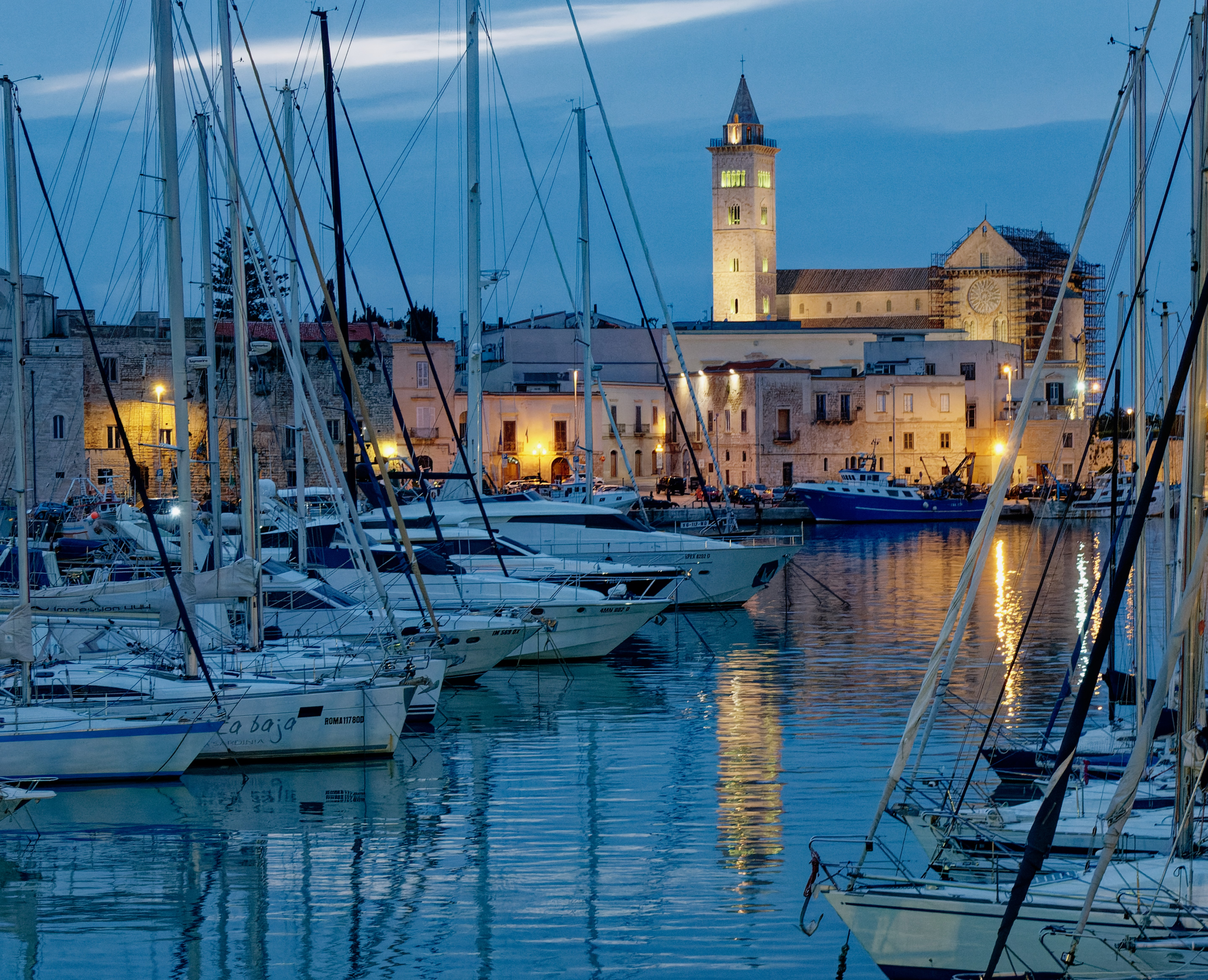
Vue du port.
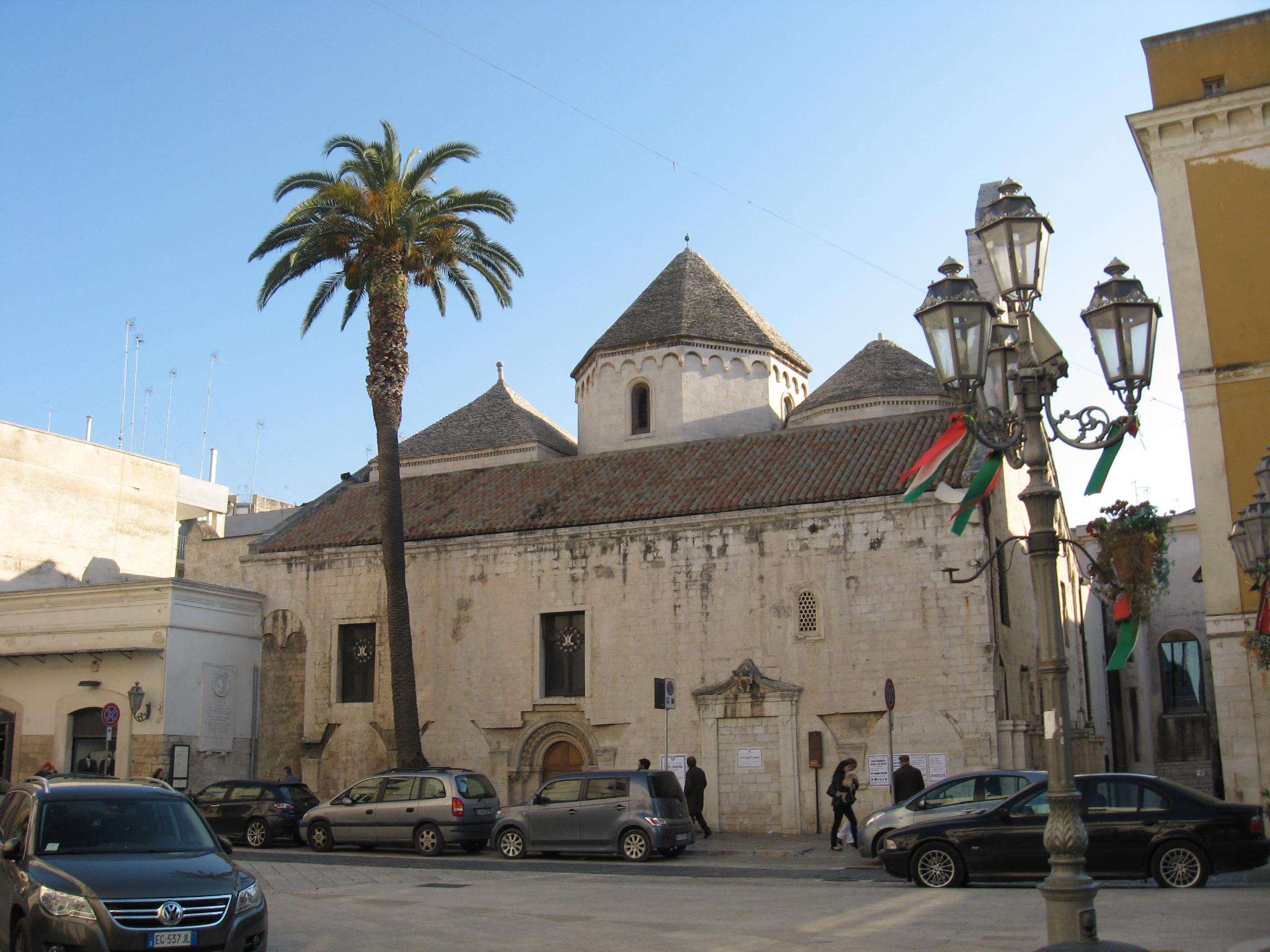
L'église San Francesco.

## Administration
| Période                                  | Période  | Identité       | Étiquette     | Qualité |
| ---------------------------------------- | -------- | -------------- | ------------- | ------- |
| 19 juin 2015, réélu le 23 septembre 2020 | En cours | Amedeo Bottaro | liste civique |         |

## Sport
La ville organise chaque année en août un tournoi de tennis sur terre battue du circuit ATP Challenger Tour.

## Personnalités
- Magne d'Anagni, évêque ;
- Goffredo da Trani, cardinal ;
- Ansérame de Trani, sculpteur ;
- Barisano da Trani, sculpteur ;
- Domenico Sarro, compositeur ;
- Jennie George, femme politique australienne ;
- Wandisa Guida, actrice ;
- Giustina Rocca, avocate.

### Articles liés
- Liste des villes italiennes de plus de 25 000 habitants
- Liste des grandes villes d'Italie classées par leur nombre d’habitants
- Giovanni Macchia